# Zgrupowanie nr 3 Okręgu Wilno Armii Krajowej
Zgrupowanie nr 3 Okręgu Armii Krajowej Wilno – oddziały bojowe Wileńskiego Okręgu Armii Krajowej.
Dowódcą Zgrupowania był mjr Czesław Dębicki „Jarema”. Jego żołnierze brali udział w działaniach zbrojnych operacji Ostra Brama.

## Formowanie zgrupowania
W kwietniu 1944 na podstawie rozkazu organizacyjnego Komendy Okręgu „Wiano” utworzono na terenie inspektoratów A, BC i F Zgrupowania Armii Krajowej Okręgu Wileńskiego. Dowódcą Zgrupowania nr 3 na terenie inspektoratu F Okręgu Wilno Armii Krajowej został mjr dypl. Czesław Dębicki ps. „Jarema”.
Na początku kwietnia komendant Inspektoratu F zorganizował dowództwo i sztab Zgrupowania. Oddziały partyzanckie inspektoratu powiększyły swój stan liczbowy i przekształciły się w brygady. III OP pod dowództwem kpt. Turonka ps. „Tur” wystawił 8 Oszmiańską Brygadę Armii Krajowej. Z IV OP pod dowództwem chor. Jana Kolendy ps. „Mały” została zorganizowana 9 Brygada Armii Krajowej. Z V OP „Marsa”, na bazie ośrodka Armii Krajowej w Krewie, utworzono 12 Brygadę pod dowództwem por. Hieronima Romanowskiego ps. „Cerber”. Z VI OP kpt. Adama Walczaka ps. „Nietoperz” powstała 13 Mołodeczańska Brygada.
W nocy z 30 kwietnia na 1 maja na lustrację 3 Zgrupowania Oddziałów Partyzanckich przybył ppłk Antoni Krzyżanowski ps. „Wilk”. 3 maja obok leśniczówki Holszany, na południe od wsi Dorże, około 800 partyzantów oraz okoliczna ludność przywitała gorąco Komendanta „Wilka”, który przeszedł przed frontem brygad. Mszę świętą, celebrowaną z okazji 153 rocznicy ogłoszenia Konstytucji 3 Maja, odprawił kpt. ks. „Wiktor”. Po mszy „Wilk” wygłosił przemówienie, w którym podziękował partyzantom za ich ofiarność w walce z okupantem. Wręczył również odznaczenia bojowe i awanse. Uroczystość zakończyła defilada. Wieczorem 3 maja odbyła się odprawa, na której „Wilk” przedstawił sytuację na frontach oraz na terenie Okręgu Wileńskiego. W tym czasie zgrupowanie liczyło około 580 uzbrojonych żołnierzy-partyzantów.

## Działania zgrupowania
Rano 6 maja 1944 około 10.00 batalion z korpusu posiłkowego gen. Plechavicziusa wyruszył z Oszmiany w kierunku Graużyszek. Litewski batalion dochodząc do spalonego mostu przez Graużankę, zszedł z traktu i skręcił do niedużej wsi Sieńkowszczyzna, gdzie zaczął mordować cywilnych mieszkańców i podpalać zabudowania. Mieszkańcy ratowali się ucieczką. Na pomoc mieszkańcom jako pierwszy ruszył pluton por. „Żagla” z 8 Brygady, a za nim ruszyły pozostałe plutony brygady. Polacy uderzyli z takim impetem, że Litwini, mimo przewagi liczebnej, nie wytrzymali uderzenia i zaczęli wycofywać się. W międzyczasie mjr „Jarema” wydał rozkaz natarcia oskrzydlającego 9, 12 i 13 Brygadom. Wysunięte oddziały litewskie rzuciły się do ucieczki, a  pozostałe siły batalionu litewskiego, zagrożone okrążeniem, poddały się. Wziętych do niewoli Litwinów rozbrojono i rozebrano z mundurów. Całą zdobycz wojenną przekazano 8 Brygadzie „Tura”. Przeprowadzono dochodzenie mające na celu ustalenia winnych zamordowania ośmiu cywilnych mieszkańców wsi Sieńkowszczyzna i Adamowszczyzna. Osoby te nazajutrz zostały rozstrzelane. Straty litewskie w bitwie wyniosły 36 zabitych, 12 ciężko rannych i 26 lekko rannych. Rannych żołnierzy litewskich odtransportowano do szpitala w Oszmianie. Straty polskie to prawdopodobnie 3 partyzantów z 8 Brygady „Tura”, którzy zostali pochowani w Graużyszkach. 
10 maja  komendant okręgu ppłk Krzyżanowski ps. „Wilk” i jego pierwszy zastępca mjr Lubosław Krzeszowski ps. „Ludwik” zatwierdzili plan działania 3 Zgrupowania. Zadaniem Zgrupowania było rozbić  jednostki z korpusu gen. Plechavicziusa ze składu grupy „Aschmena”. Plan przewidywał dokonanie uderzenia na bataliony litewskie skoncentrowane w rejonie Murowanej Oszmianki i Tołminowa. Do uderzenia miały być użyte cztery brygady Zgrupowania, wzmocnione dodatkowo przez 3 Brygadę „Szczerbca” z 1 Zgrupowania. Na dowódcę pięciobrygadowej grupy uderzeniowej na Murowaną Oszmiankę i Tołminowo został wyznaczony mjr „Jarema”.
12 maja w Graużyszkach odbyła się odprawa koordynacyjna dowódców brygad 3 Zgrupowania i 3 Brygady. Uczestniczył w niej też komendant „Wilk”. Plan działania przedstawił mjr „Jarema”. Przewidywał on rozbicie czterech kompanii z korpusu posiłkowego gen. Plechaviciusa stacjonujących w Murowanej Oszmiance. Uderzenie na miejscowość miała być osłaniana od strony Oszmiany i Tołminowa, gdzie stacjonowały oddziały niemieckie i litewskie. Poszczególne brygady otrzymały następujące zadania: 8 Brygada „Tura” miała nacierać na Murowaną Oszmiankę od strony południowo-wschodniej; 3 Brygada „Szczerbca” uderzyć na miasteczko od strony zachodniej. Pozostałe brygady 9, 12 i 13 miały ubezpieczać i osłaniać akcję. W czasie odprawy dowódca 13 Brygady „Nietoperz”, wystąpił z wnioskiem, aby 13 Brygada uderzyła całością swych sił na dwie kompanie litewskiego korpusu posiłkowego, stacjonującego w Tołminowie, równocześnie z natarciem na Murowaną Oszmiankę. Wniosek ten „Nietoperz” motywował tym, że silne kompanie 
litewskie w Tołminowie nie będą biernie oczekiwać i mogą ruszyć z odsieczą do Murowanej Oszmianki. Major „Jarema” zezwolił na ograniczone uderzenia na Tołminowo tylko częścią sił 13 Brygady.
Jeszcze 12 maja o  23.00. na Murowaną Oszmianką ruszyły cztery plutony  8 Brygady „Tura”. Początkowo słaby opór narastał w miarę posuwania się partyzantów do przodu. Około 23.30 opanowana była prawie trzecią część miasteczka. Wzięto do niewoli około 80 jeńców. Jednak położenie brygady stawało się coraz trudniejsze, a pozostałe brygady 9, 12 i 13 stały bezczynnie na ubezpieczeniu. Również 3 Brygada „Szczerbca”, która miała uderzyć z zachodniej strony, spóźniła się  akcję i do  23.30 w tym kierunku nie padł ani jeden strzał. W takich warunkach mjr „Jarema” nakazał uderzyć 12 Brygadzie z południa. Brygada uderzyła z marszu i częściowo odciążyła 8 Brygadę. Wzięła przy tym do niewoli około 20 litewskich żołnierzy.
Uderzyła też na odcinku zachodnim spóźniona 3 Brygada „Szczerbca”. Niektóre plutony, nie napotykając oporu, wkroczyły do miasta. Jednak większość toczyła na przedpolach Murowanej Oszmianki trudną walkę. Pluton „Milimetra” trafił pod zmasowany ostrzał i został przykuty do ziemi. Pierwsza drużyna Józefa Cyry „Zjawy” ruszyła do natarcia mimo silnego ognia nieprzyjacielskiego. W czasie ataku wyparła z zabudowań litewskich żołnierzy. Trzecia drużyna Olgierda Christy „Nocy” trafiła na przedpolach miasteczka na duży bunkier ziemny, który długo się bronił. Dopiero zagrożona okrążeniem, wycofała się. W tej fazie walki brygada „Szczerbca” przełamała obronę przeciwnika i wkroczyła na rynek miasta. Równocześnie z uderzeniem 3 Brygady do dalszego natarcia ruszyły 8 i 12 Brygady. Opór przeciwnika zmalał. Wzięto do niewoli dalszych 70 jeńców. Jednak większość sił litewskich zdołała wycofać się z Murowanej Oszmianki w kierunku północno-zachodnim, który nie był obstawiony i strzeżony. Nieprzyjaciel stracił 23 zabitych, do niewoli trafiło ponad 230 jeńców.
Jednocześnie z uderzeniem na Murowaną Oszmiankę, na Tołminowo uderzyła 13 Brygada „Nietoperza”. Realizując rozkaz mjr. „Tura” dowódca brygady musiał podzielić siły oddziału na dwie części. Jedna część osłaniała drogę Tołminowo–Murowana Oszmianka, druga, około 100 partyzantów, uderzyła w dwie kompanie litewskiego korpusu posiłkowego stacjonującego w Tołminowie. Nie udało się zaskoczenie. Wartownicy litewscy zaalarmowali śpiące kompanie. Mimo to atak uzyska powodzenie. Siła uderzenia była tak duża, że  nieprzyjaciel nie potrafił zorganizować obrony i masowo poddawał się. Oficerowie litewscy nie zdążyli wydać rozkazów i zostali wzięci do niewoli. Zdobyto duże ilości broni i amunicji, sprzęt wojskowy, zapasy żywności i mundury. 
Około 2.00 13 maja walki w Murowanej Oszmience i Tołminowie dobiegły końca. Całkowicie rozbito 4 kompanie w Murowanej Oszmiance i 2 kompanie w Tołminowie. W walce zginęło około 69 żołnierzy litewskich, przeszło 120 było rannych. Straty polskich oddziałów partyzanckich wynosiły 12 zabitych oraz około 20 rannych. Do jeńców zebranych na rynku w Murowanej Oszmiance przemawiał Komendant „Wilk”. W przemówieniu wyraził on pogardę dla sługusów hitlerowskich. Następnie jeńcy litewscy zostali rozmundurowani. W bieliźnie i boso zostali odprowadzeni do traktu oszmiańskiego, skąd dotarli do Wilna i do Oszmiany.
W końcu maja nastąpiła zmiana stacjonowania brygad 3 Zgrupowania zmieniły swoje miejsca stacjonowania. 13 Brygada przeszła do Klewicy, 8 Brygada do Dziewieniszek, 9 Brygada pozostała nadal w Graużyszkach, zaś 12 Brygada zakwaterowała się w Wierebuszkach.
W pierwszej dekadzie czerwca brygady 3 Zgrupowania otrzymały rozkaz zlikwidowania posterunku policji litewskiej w Holszanach rozmieszczony w budynku szkoły. 8 Brygada „Tura” miała opanować centrum Holszan i rozbroić posterunek niemieckiej żandarmerii, a 13 Brygada otrzymała zadanie rozbicia posterunku litewskiej policji. 12 Brygada „Cerbera” miała ubezpieczać akcję w kierunku Oszmiany, zaś 9 Brygada pozostawała w odwodzie. Akcję zaplanowano na 8 czerwca, początek akcji – 23.00. Niestety, jeszcze przed 23.00, do Holszan przybyła kolumna 5 niemieckich czołgów. Holszany w tym czasie już były zajęte przez 8 Brygadę, która gotowa była uderzyć na posterunek żandarmerii. W tych warunkach nastąpiło jednak odwołanie akcji. Wszczęcie walki oznaczało spalenie wielu zabudowań w samym mieście.
Po akcji na Holszany doszło tu do starcia oddziałów zgrupowania z sowieckimi partyzantami, którzy według polskich relacji, rabowali wieś Kucewicze. Była to brygada sowieckich partyzantów im. Gastełło Manochina i 1 Witebska Brygada Potapienki, które jeszcze 5 czerwca sforsowały Wilię i po przekroczeniu toru kolejowego Mołodeczno-Wilno, podeszły pod Krewo. z Sowietami walczono też pod Tołmuciszkami. Według meldunku Manochina, dwie brygady sowieckie zmuszone zostały do wycofania się z tych terenów na skutek przeważających sił polskich. 13 czerwca 1944 roku sowieccy partyzanci po oderwaniu się z walką od brygad polskich, według meldunku Manochina, po 60 km marszu osiągnęli Wojstom. Dalej w swym meldunku Manochin stwierdza, że tereny Oszmiańszczyzny w czerwcu 1944 roku „były kontrolowane przez białopolaków, którzy przeprowadzili tutaj dużą pracę w organizacji wrogiego nam podziemia”.
W okresie od kwietnia do czerwca 1944 brygady 3 Zgrupowania Oddziałów Partyzanckich przeprowadziły 21 akcji, w tym 6 potyczek z Niemcami (Traby, obława koło wsi Knistuszki, zasadzka na drodze Wilno-Oszmiana koło stacji kolejowej Oszmiana, rozbrojenie załogi samolotu niemieckiego koło Krewe, Łostojańce, Ludwikowszczyzna), 6 akcji przeprowadzonych przeciw siłom litewskiej policji i kompaniom litewskiego korpusu posiłkowego gen. Plechavicziusa (3 potyczki: akcja na drodze Wilno-Oszmiana koło Murowanej Oszmianki, Knistuszki, Giejstuny; 3 bitwy: Sieńkowszczyzna i Adamowszczyzna, Murowana Oszmianka, Tołminowo); 2 potyczki przeciw oddziałom partyzantki sowieckiej (Kucewicze i okolice Solecznik); 3 potyczki z siłami białoruskimi (Michałowszczyzna, Markowice, Bienice); 4 akcje nie doszły do skutku, ponieważ podczas ich przeprowadzenia wycofano jednostki litewskie (Graużyszki, Nowosiółki) lub zaszły nieoczekiwane wydarzenia, które nie pozwoliły akcji przeprowadzić (Holszany dwukrotnie).
W tym też okresie nastąpił dalszy rozrost oddziałów partyzanckich. Działające pod jednym dowództwem brygady potrafiły oczyścić teren Oszmiańszczyzny z okupacyjnych struktur (administracja, posterunki policji) i wyprzeć sowieckich partyzantów, a kontrakcja nieprzyjaciel zakończyła się całkowitym fiaskiem.
Działania w okresie Akcji „Burza”
Na początku lipca 1944 Zgrupowanie składało się z czterech brygad: 8, 9, 12 i 13 i operowało na terenach południowo-wschodnich województwa wileńskiego. 
W pierwszych dniach lipca na te tereny spłynęły z lasów oddziały sowieckiej partyzantki, które żądały złożenia broni przez polskie oddziały. Prawdopodobnie z tej przyczyny 8, 9 i 13 brygady nie mogły wykonać dywersji i sabotażu w ramkach akcji „Burza”. Z powodu przyspieszonego natarcia sowieckiego brygady te przesunęły się w kierunku Wilna, na pozycje wyjściowe do uderzenia na Wilno.
Podsumowując, należy odnotować, że od 1 do 7 lipca oddziały 3 Zgrupowania  przeprowadziły 2 akcje. Podczas wykonywania tych akcji doszło do pierwszych spotkań z wkraczającymi oddziałami Armii Czerwonej.
Jeszcze 26 czerwca mjr dypl. Teodor Cetys „Sław” i ppłk Zygmunt Blumski „Strychański” przedstawili do zatwierdzenia ppłk. „Wilkowi” plan akcji na Wilno. Rozkaz operacyjny nr 1 „Ostra Brama” zawierał ogólne wytyczne walki o miasto i wycinkowe rozkazy dla oddziałów partyzanckich. Planowano między innymi utworzenie Zgrupowania Bojowego nr 3 „Południowy Wschód” pod dowództwem mjr. Dębickiego „Jaremy”. Składać się ono miało z 9 i 12 brygad wileńskich oraz I batalionu kpt. „Zycha” i VI batalionu kpt. „Pala” 77 pp.

## Skład i obsada personalna
Dowództwo:
- dowódca – mjr Czesław Dębicki ps. „Jarema”
- adiutant – ppor. Julian Marciszewski ps. „Achilles”
- szef sztabu – kpt. Michał Kwakszyc ps. „Kowal”
- oficer operacyjny – por. Edmund Banasikowski ps. „Jeż”
- oficer informacyjny – por. Adolf Wiśniewski ps. „Rola”, „Prus”
- oficer łączności – ppor. Witalis Stacewicz ps. „Rafał”
- lekarz – dr Jan Brzozowski ps. „Mietek”,
- kapelan – ks. Wiktor Gogaliński ps. „Wiktor”

Oddziały:
- 8 Oszmiańska Brygada Armii Krajowej „Tura”
- 9 Oszmiańska Brygada Armii Krajowej „Małego”
- 10 Oszmiańska Brygada Armii Krajowej
- 12 Oszmiańska Brygada Armii Krajowej „Cerbera”
- 13 Mołodeczańska Brygada Armii Krajowej „Nietoperza”
- Oddział Osłonowy – por. Jan Dubiński ps. „Gracz”; stan 100 ludzi